# Cal Cebrià (Súria)
Cal Cebrià és una masia de Súria (Bages) protegida com a Bé Cultural d'Interès Local.

## Descripció
Conjunt d'edificis situat a la zona nord occidental de Vallseca. El cos principal presenta una planta rectangular i la coberta a doble vessant, amb edificacions annexes de diverses altures. Destaquen els murs en maçoneria i el doble arc escarser del segon pis, que complia funcions d'assecador.
S'hi accedeix des del km 2 de la carretera B-423, a Castelladral.